# Ž
Der Buchstabe Ž (kleingeschrieben ž) ist ein Buchstabe des lateinischen Schriftsystems, bestehend aus einem Z mit Hatschek. Verwendet wird das Zeichen in der tschechischen, slowakischen, obersorbischen, niedersorbischen, slowenischen, serbischen, kroatischen, bosnischen, estnischen, lettischen, litauischen und den samischen Sprachen sowie in der belarussischen Łacinka zur Darstellung des Lautes ʒ; die Aussprache ist gleich wie das „J“ in „Journal“ oder das zweite „g“ in „Garage“. Das stimmlose Äquivalent dazu ist Š.
In der turkmenischen Sprache stellt es den Laut ʤ dar, also „dsch“. Mit Ausnahme der serbischen,  niedersorbischen, estnischen und turkmenischen Sprache ist der Buchstabe in allen genannten Alphabeten der letzte Buchstabe im Alphabet.
Das Zeichen Ž steht überdies in Umschriften aus dem Persisch-Arabischen für den Buchstaben Že (ژ; [ʒ]).
Nach ISO 9 ist das Ž die Transliteration des kyrillischen Ж.

## Darstellung auf dem Computer
Die Kodierungen ISO 8859-2 und ISO 8859-4 enthalten das Ž an den Codepunkten 0xAE (Großbuchstabe) und 0xBE (Kleinbuchstabe). Unicode enthält das Ž auf den Stellen U+017D und U+017E.
In TeX kann man das Z mit Hatschek mit \v Z bzw. \v z bilden.
In HTML gibt es die benannten Zeichen &Zcaron; für das große Ž und &zcaron; für das kleine ž.

### Tastatureingabe
Mit der deutschen Standard-Tastaturbelegung E1 wird Ž/ž mit der Tastenfolge Alt Gr+t (für den Hatschek) gefolgt von Z/z eingegeben. Mit der älteren Tastaturbelegung T2 wird Ž/ž mit der Tastenfolge Alt Gr+w gefolgt von Z/z eingegeben.